# ГЕС Кадра
ГЕС Кадра — гідроелектростанція на півдні Індії у штаті Карнатака. Знаходячись після ГЕС Кодасаллі, становить нижній ступінь каскаду на річці Калінаді (Калі), яка дренує західний схил Західних Гатів та впадає в Аравійське море біля Карвару.
У межах проєкту річку перекрили комбінованою бетонною та земляною греблею висотою 41 метр та довжиною 2313 метрів, яка потребувала 4,2 млн м3 матеріалу. Вона утримує водосховище з об'ємом 389 млн м3 (корисний об'єм 209 млн м3).
Пригреблевий машинний зал обладнали трьома турбінами типу Каплан потужністю по 50 МВт, які при напорі від 25 до 35 метрів (номінальний напір 32 метри) повинні забезпечувати виробництво 570 млн кВт·год електроенергії на рік.